# Lohogaon
Lohogaon är en ort i Indien.   Den ligger i distriktet Pune och delstaten Maharashtra, i den sydvästra delen av landet, 1 200 km söder om huvudstaden New Delhi. Lohogaon ligger 597 meter över havet och antalet invånare är 13 529.
Terrängen runt Lohogaon är huvudsakligen platt. Lohogaon ligger uppe på en höjd. Runt Lohogaon är det mycket tätbefolkat, med 8 342 invånare per kvadratkilometer. Närmaste större samhälle är Pune, 11,6 km sydväst om Lohogaon. Runt Lohogaon är det i huvudsak tätbebyggt.